# Fixův mlýn
Fixův mlýn (Páralův) v Moravské Cikánce u Svratky v okrese Žďár nad Sázavou je zaniklý vodní mlýn, který stál na řece Svratka. Byl chráněn jako nemovitá kulturní památka České republiky.

## Historie
V místech mlýna stála v 17. století stoupa k drcení křemene pro nedalekou sklárnu. Roubená přízemní stavba mlýna měla datování 1760. V roce 1810 sem mlynář umístil jedno mlecí složení s jedním kolem.
Posledním mlynářem byl k roku 1939 uváděn Gustav Páral, po jeho smrti roku 1945 mlýn začal chátrat. V roce 1958 byl zapsán do seznamu kulturních památek, ale nadále chátral a již v roce 1961 byl zbořen.
Na Evidenčním listu kulturní památky je v roce 1969 konstatováno, že stavba byla nařízením MNV v roce 1958 beze zbytku odstraněna a přímo na místě byly nalezeny již jen stopy mlýnského náhonu a odpadu vody od kola. Kulturní památkou byl ale veden až do května 2015.

## Popis
V 18. století zde byla stoupa pro sklárnu a údajně také železářský hamr. V roce 1810 měl mlýn jedno mlecí složení. Voda na vodní kolo tekla náhonem, který vedl lesem souběžně se silnicí. V roce 1930 mlýn poháněla dvě kola na svrchní vodu, každé s průtokem 0.109 m³/s, spádem 3.8 m a 3.7 m o výkonu 7.46 k.
Od mlýna vedla náhonová struha k hamru Brušovec.